# كتالان (فيروزكوه)
كتالان (بالفارسية: کتالان) هي قرية تقع في Poshtkuh Rural District في إيران. يقدر عدد سكانها بـ 274 نسمة بحسب إحصاء 2016.